# Audi A6
O A6 um modelo familiar médio-grande produzido pela Audi para rivalizar com Mercedes-Benz Classe E, BMW Série 5, Alfa Romeo 166, Jaguar S-Type, Lexus GS e Volvo S80.
Uma das versões utiliza o Câmbio Multitronic que é um sistema de transmissão continuamente variável (Câmbio tipo CVT).

## Audi S6
O S6 é uma versão esportiva do Audi A6.

## Galeria
- Primeira geração (1994-1997)
- Segunda geração (1997-2004)
- Terceira geração (2004-2011)
- Quarta geração (2011-2018)
- Quinta geração (2018-presente)